# Басол Олер
Басол Олер (фр. Bassoles-Aulers) насеље је и општина у североисточној Француској у региону Пикардија, у департману Ен (Пикардија) која припада префектури Лаон.
По подацима из 2011. године у општини је живело 136 становника, а густина насељености је износила 19,35 становника/km². Општина се простире на површини од 7,03 km². Налази се на средњој надморској висини од 100 метара (максималној 200 m, а минималној 80 m).

## Демографија
| 1962. | 1968. | 1975. | 1982. | 1990. | 1999. | 2011. |
| ----- | ----- | ----- | ----- | ----- | ----- | ----- |
| 150   | 157   | 140   | 146   | 121   | 144   | 136   |

График промене броја становника у току последњих година